# Cá căng vẩy to
Cá căng vẩy to, tên khoa học Terapon theraps, là một loài cá trong họ Terapontidae, thường xuất hiện chủ yếu ở vùng biển Bắc Úc.